# 仇賦苹
仇賦苹（？—？），清朝官員，本籍山西曲沃。

## 生平
曾于1782年接替刘金相任福建永安县知县一职，同年由高鏸接任，1789年（乾隆54年）接替羅倫，於台灣擔任台灣府台灣縣知縣。管轄約今台灣南部之嘉義縣、嘉義市、台南縣、市全境及高雄縣部份區域。該區域面積約為4500平方公里，也是清治時期台灣島之漢人集中地所在。